# Coughtrey-Halbinsel
Die Coughtrey-Halbinsel (in Argentinien Península Sanavirón, in Chile Península Aldunate) ist eine kleine, hakenförmige Halbinsel an der Danco-Küste des Grahamlands auf der Antarktischen Halbinsel. Sie liegt an der Nordseite der Einfahrt zur Skontorp Cove, einer Nebenbucht des Paradise Harbor.
Der schottische Geologe David Ferguson (1857–1936) nahm zwischen 1913 und 1914 eine erste Kartierung vor. Ferguson benannte sie fälschlich als Coughtrey Island. Namensgeber ist vermutlich der aus Schottland stammende neuseeländische Mediziner Millen Coughtrey (1848–1908) aus Dunedin. Die Halbinsel ist seit 1950 Standort der argentinischen Almirante-Brown-Station. Der argentinische Name der Halbinsel ist abgeleitet vom Forschungsschiff Sanavirón, das zwischen 1948 und 1957 bei sieben argentinischen Antarktisexpeditionen eingesetzt wurde. Namensgeber der chilenischen Benennung ist der chilenische Politiker Roberto Aldunate León (1898–1980), Teilnehmer an der 17. Chilenischen Antarktisexpedition (1962–1963).